# John Tooby
Pour les articles homonymes, voir Tooby.
John Tooby, né le 26 juillet 1952 et mort le 9 novembre 2023, est un anthropologue américain, pionnier du domaine de la psychologie évolutionniste.

## Biographie
John Tooby obtient en 1989 un doctorat en anthropologie physique à l'Université Harvard et est nommé par la suite professeur d'anthropologie à l'Université de Californie à Santa Barbara.
Il épouse en 1979 Leda Cosmides, une psychologue américaine. Tooby et Cosmides sont les cofondateurs et codirecteurs du Centre pour la psychologie évolutionniste, UCSB.
Il est co-auteur avec son épouse et Jerome Barkow de l'ouvrage The Adapted Mind: Evolutionary Psychology and the Generation of Culture : le couple est à l'origine de la psychologie évolutionniste,.
Tooby et Cosmides sont co-récipiendaires du prix Jean-Nicod en 2020.

## Publications
- (en) Jerome H. Barkow (dir.), Cosmides (dir.) et Tooby (dir.), The Adapted Mind: Evolutionary Psychology and the Generation of Culture, New York, Oxford University Press, 1992.